# Aphiloscia victoriana
Aphiloscia victoriana är en kräftdjursart som beskrevs av Franco Ferrara och Stefano Taiti 1985. Aphiloscia victoriana ingår i släktet Aphiloscia och familjen Philosciidae. Inga underarter finns listade i Catalogue of Life.